# Ulul

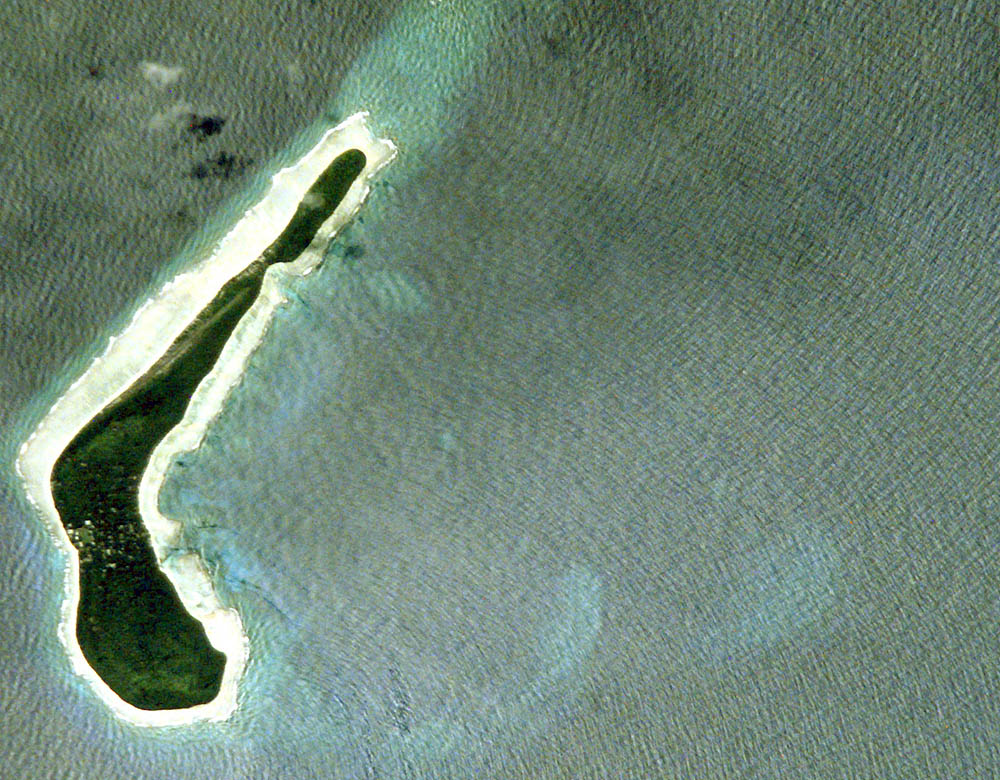
Immagine della NASA dell'isola di Ulul

Ulul è un villaggio e una municipalità nello Stato di Chuuk, negli Stati Federati di Micronesia. Una pista d'atterraggio presente a Ulul permette regolari voli programmati effettuati dalla compagnia aerea Caroline Islands Air verso la capitale, Weno.
Le strutture presenti sull'isola includono una scuola, gli edifici del municipio, residenze e le rovine di fortificazioni costruite durante la Seconda Guerra Mondiale.
Ulul è l'isola più occidentale dell'Atollo Namonuito.